# پایش سطح سیاره با پلاریمتری مدرن

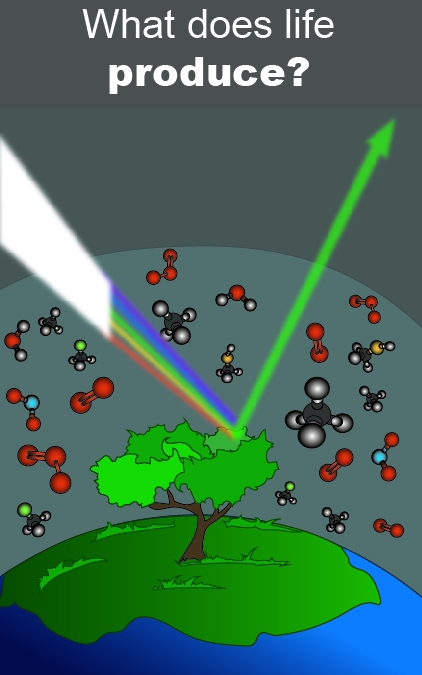
زندگی چه چیزی تولید می‌کند؟

MERMOZ (همچنین، پروژه MERMOZ و پایش سطح سیاره با ویژگی‌های پلاریمتری مدرن) یک پروژه اخترزیست‌شناسی است که برای تشخیص از راه دور رد پای زیستی طراحی شده است. تشخیص بر اساس همو کایرالیت مولکولی است که یک ویژگی مشخص مواد بیوشیمیایی زندگی است. هدف از این پروژه شناسایی و توصیف حیات در سیاره زمین از راه دور از فضا و گسترش این فناوری به دیگر اجرام منظومه شمسی و سیاره‌های فراخورشیدی است. این پروژه در سال ۲۰۱۸ آغاز شد و با همکاری دانشگاه برن، دانشگاه لیدن و دانشگاه فناوری دلفت انجام شد.